# سوترن اکتر
سوترن اکتر (به انگلیسی: Southern Actor) یک کشتی است که طول آن ۱۵۸ فوت ۹ ۱⁄۲ اینچ (۴۸٫۴۰۰ متر) است. این کشتی در سال ۱۹۵۰ ساخته شد.